# 吳孟祺
吳孟祺（1498年—1568年），字元壽，號六泉，又號警菴，山東兖州府寧陽縣人，軍籍，明朝政治人物。

## 生平
嘉靖七年（1528年）戊子科山東鄉試第三名舉人。嘉靖八年（1529年）中式己丑科會試第四十七名，登第三甲第一百八十三名進士。授五河知縣，擢刑部主事。十五年十月伸救外戚張延齡寃獄，忤㫖廷杖，謫直𨽻祁州同知。歴陞南京户部员外郎，出为西安府知府，升潼關兵備道副使，致政歸，卒祀鄉賢。

## 家族
曾祖吳冕；祖父吳仲德，曾任壽官；父吳偉，曾任教授。母陳氏。永感下。弟孟禄、孟雄。